# Ngamba
Ngamba est un village de la région du Centre du Cameroun. Il est localisé dans l'arrondissement (commune) de Minta, département de la Haute-Sanaga. On y accède par la piste rurale qui lie Minta à Mbargué puis de Mbargué à Ngamba.

## Population et société
En 1963, la population de Ngamba était de 60 habitants. Ngamba comptait 75 habitants lors du dernier recensement de 2005. La population est constituée pour l’essentiel de Baboute.